# 森徹
森徹（日语：森徹，1935年11月3日—2014年2月6日）是一位日本棒球選手。

## 生平
1935年出身於北海道函館市。曾效力於日本職棒中日龍等隊伍，於1968年退休，生涯通算189支全壘打。